# Cymatium occidentale
Cymatium occidentale är en snäckart som först beskrevs av Morch 1877.  Cymatium occidentale ingår i släktet Cymatium och familjen Ranellidae. Inga underarter finns listade i Catalogue of Life.